# Girls in the Hood
Girls in the Hood è un singolo della rapper statunitense Megan Thee Stallion, pubblicato il 26 giugno 2020 come primo estratto dal primo album in studio Good News.

## Pubblicazione
Il 24 giugno 2020 la rapper ha annunciato che il brano si sarebbe intitolato Girls in the Hood e che sarebbe uscito il venerdì successivo, rivelandone nell'occasione anche la copertina.

## Descrizione
Il brano sfrutta un campionamento tratto dal singolo del 1987 Boyz-n-the-Hood del rapper Eazy-E.

## Promozione
Megan Thee Stallion ha eseguito il brano ai BET Awards il 28 giugno 2020.

## Tracce
Testi e musiche di Megan Pete, Andre Young, Bobby Sessions, Eric Wright, Ilyah Fraser, O'Shea Jackson e Scott Spencer Storch.
1. Girls in the Hood – 2:34

## Formazione
- Megan Thee Stallion – voce
- IllaDaProducer – produzione
- Scott Storch – produzione
- Shawn "Source" Jarrett – ingegneria del suono
- Colin Leonard – mastering
- Jaycen Joshua – missaggio

## Classifiche
| Classifica (2020) | Posizione massima |
| ----------------- | ----------------- |
| Canada            | 90                |
| Stati Uniti       | 28                |